# Oculinidae
Oculinidae là một họ san hô trong bộ Scleractinia.

## Chi
Các chi gồm:
- Acrhelia
- Bantamia
- Bathelia Moseley, 1881
- Cyathelia Milne-Edwards & Haime, 1849
- Galaxea Oken, 1815
- Madrepora Linnaeus, 1758
- Oculina Lamarck, 1816
- Petrophyllia Conrad, 1855
- Schizoculina
- Sclerhelia Milne Edwards & Haime, 1850
- Simplastrea

## Hình ảnh

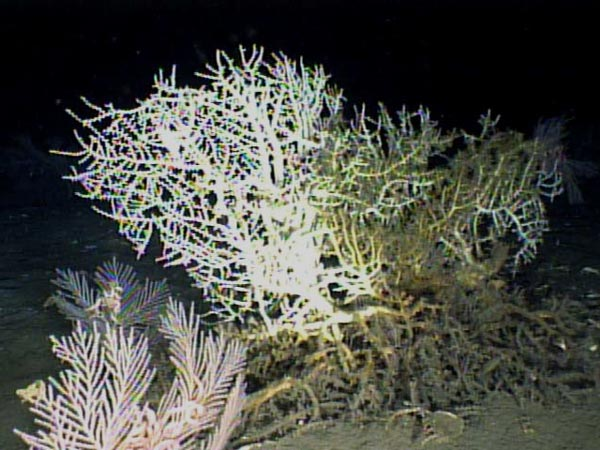
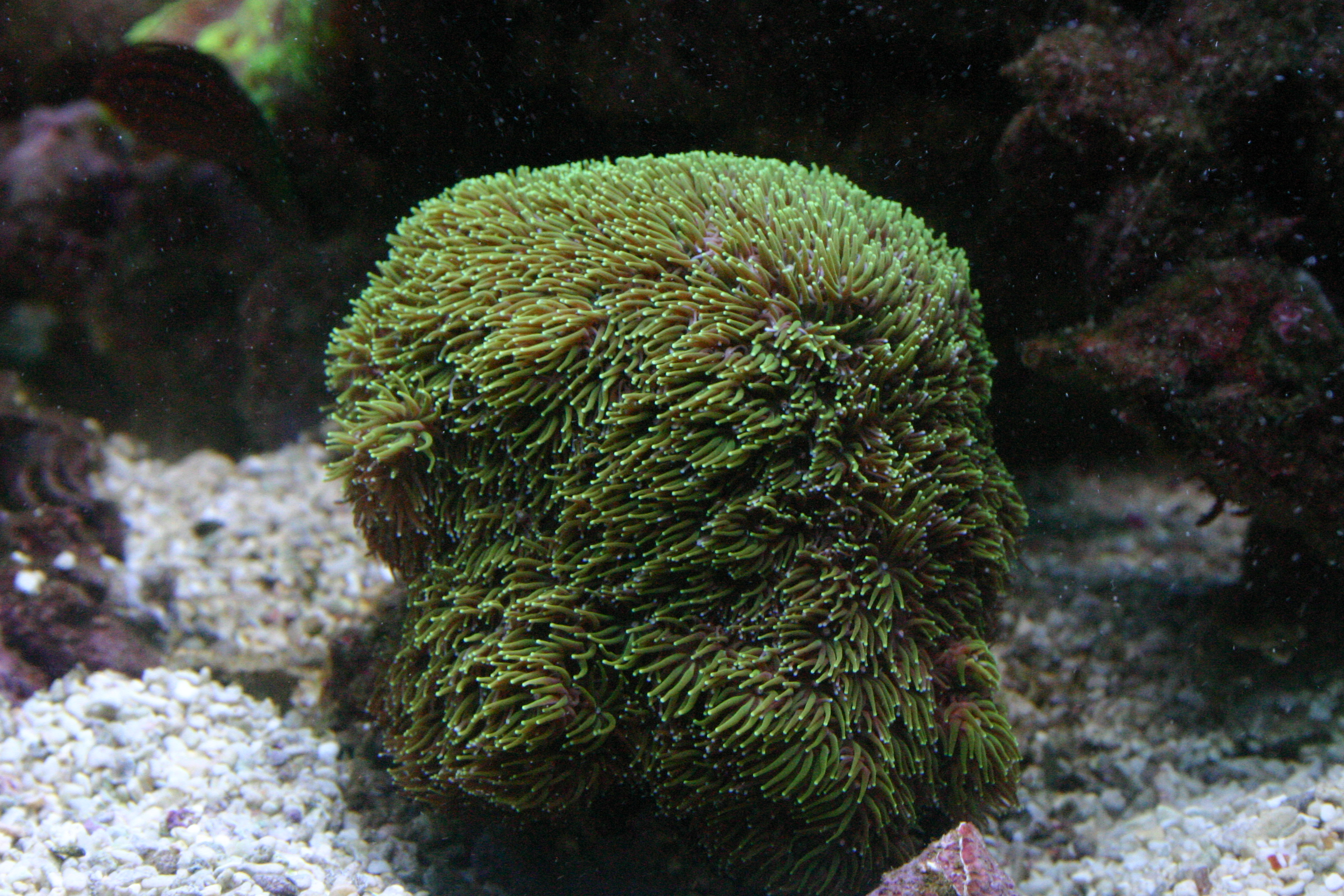
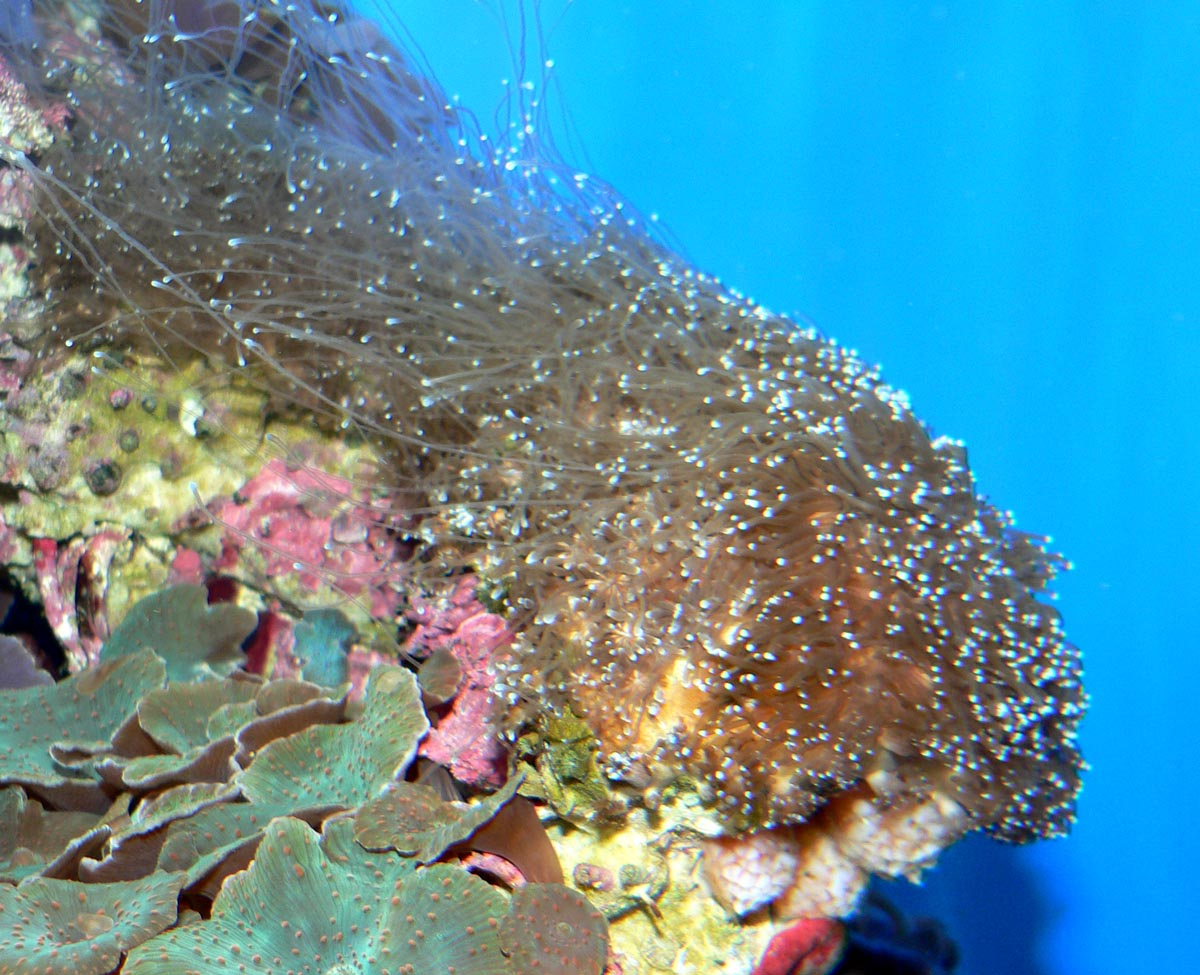